# 奥厄塔尔
奥厄塔尔（德語：Auetal，發音：[ˈaʊəˌtaːl]，意为“奥厄河谷”）是德国下萨克森州绍姆堡县的市镇，面积62.15平方千米，2023年12月31日人口为6,217人。